# Tarakan (ostrov)

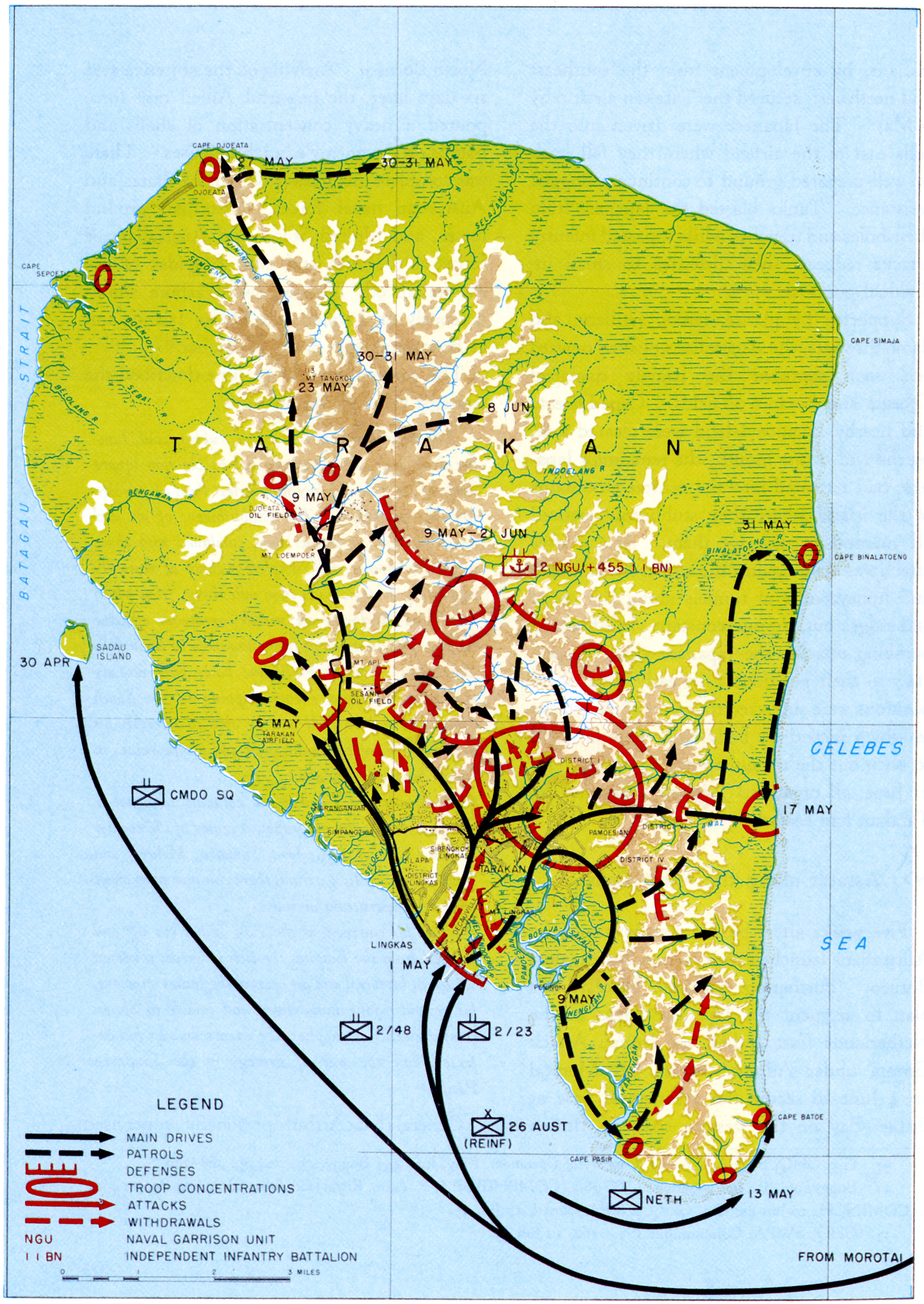
Mapa válečných operací ve dnech 1. květen – 21. červen 1945

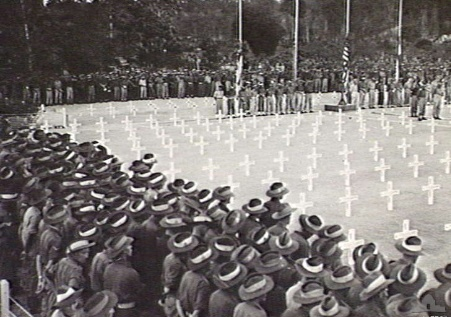
Válečný hřbitov na Tarakanu

Tarakan je bažinatý ostrov ležící nedaleko severovýchodního pobřeží Bornea. Zaujímá rozlohu 303 km² (117 čtverečních mil) a roku 2008 zde žilo 178 111 obyvatel. Během druhé světové války se stal bojištěm spojeneckých a japonských sil. Ostrov má i ekologický význam – je jedním z domovů kahau nosatého a poskytuje útočiště i dalším mořským a ptačím ohroženým druhů.
Na ostrově se nachází stejnojmenné město, největší sídlo provincie Severní Kalimantan.

## Etymologie
Slovo pochází z jazyka Tidung: tarak (místo setkání) a ngakan (jíst). Tarakan byl původně místem setkání pro námořníky a obchodníky v oblasti Tidung k jídlu, odpočinku a obchodu s úlovkem.